# Буймеровка
Бу́ймеровка (укр. Буймерівка) — село в Чернетчинской сельской общине Ахтырского района Сумской области Украины.
Код КОАТУУ — 5920384002. Население по переписи 2001 года составляло 42 человека.

## Географическое положение
Село Буймеровка находится на левом берегу реки Ворскла,
выше по течению на расстоянии в 4 км расположен город Ахтырка,
ниже по течению примыкает село Михайленково,
на противоположном берегу — село Рыботень.
Река в этом месте извилистая, образует лиманы, старицы и заболоченные озёра.
К селу примыкает большой лесной массив (сосна), в котором расположена заброшенная советская база ракет средней дальности.

## История
- По переписи 1732 года, Буймеровкой владели наследники полковника Ахтырского слободского казацкого полка, помещика Ивана Бу́ймера.
- При СССР в селе с 1936 года действовал расположенный в 6 км от ж.д. станции Ахтырка дом отдыха «Бу́ймеровский» Харьковского управления курортами ВЦСПС, располагавшийся «в большом сосновом бору; с юго-запада прилегает луг, окаймлённый лиственным лесом; тут же протекает река Ворскла».[3] Один день пребывания в этом доме отдыха в 1953 году стоил 20 советских рублей. Отдыхающие автомашинами доставлялись от станции в дом отдыха.[3]
- После ВОВ в селе была открыта база отдыха харьковского института УЗПИ.

## Экономика
- В столетнем сосновом лесу на берегу реки Ворскла размещен единственный на Украине сосновый spa-курорт — расширенный оздоровительный комплекс в центре соснового бора; имеются отель и два ресторана (европейский и индийский).

Спа курорт Буймеровка
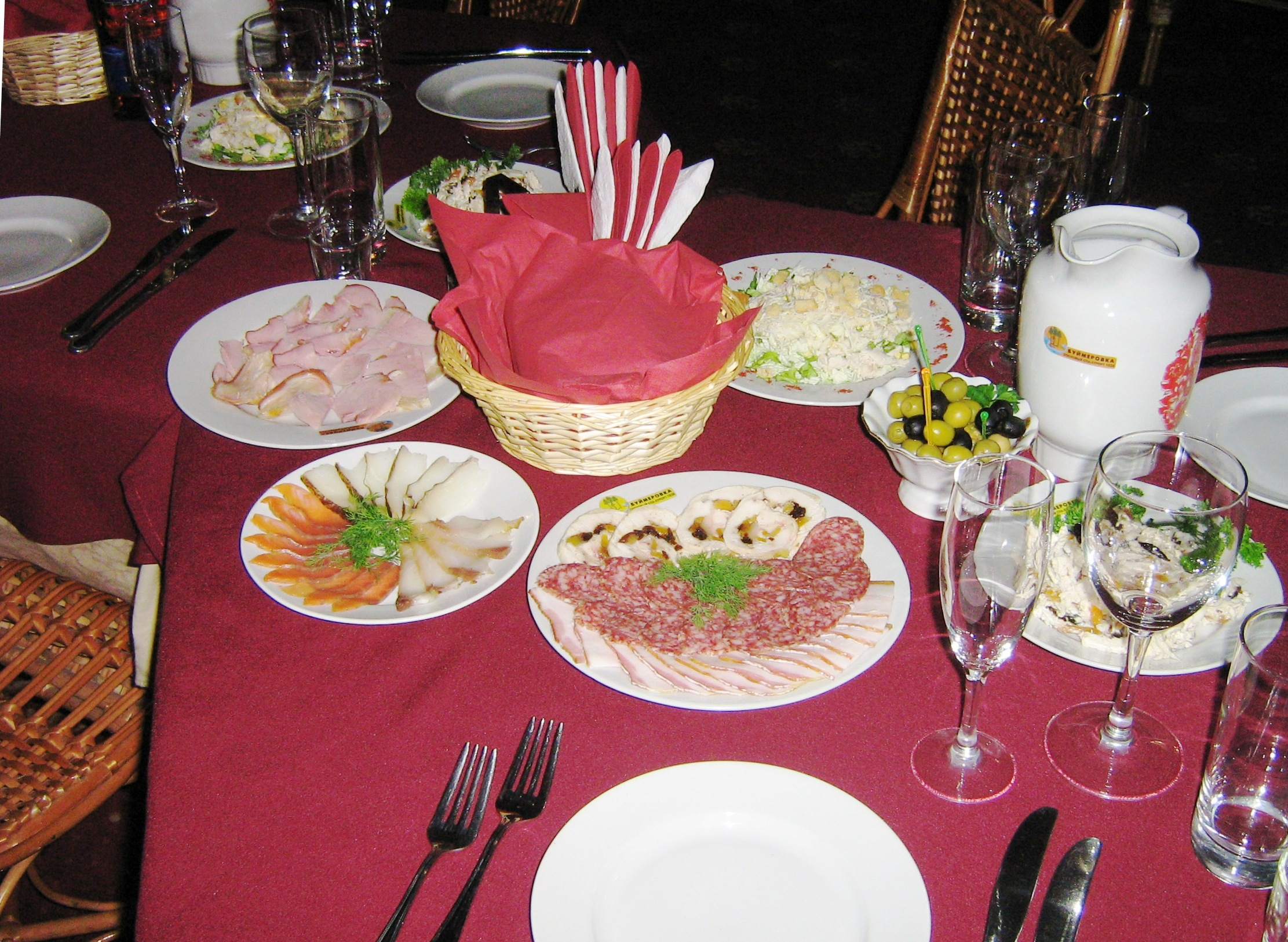
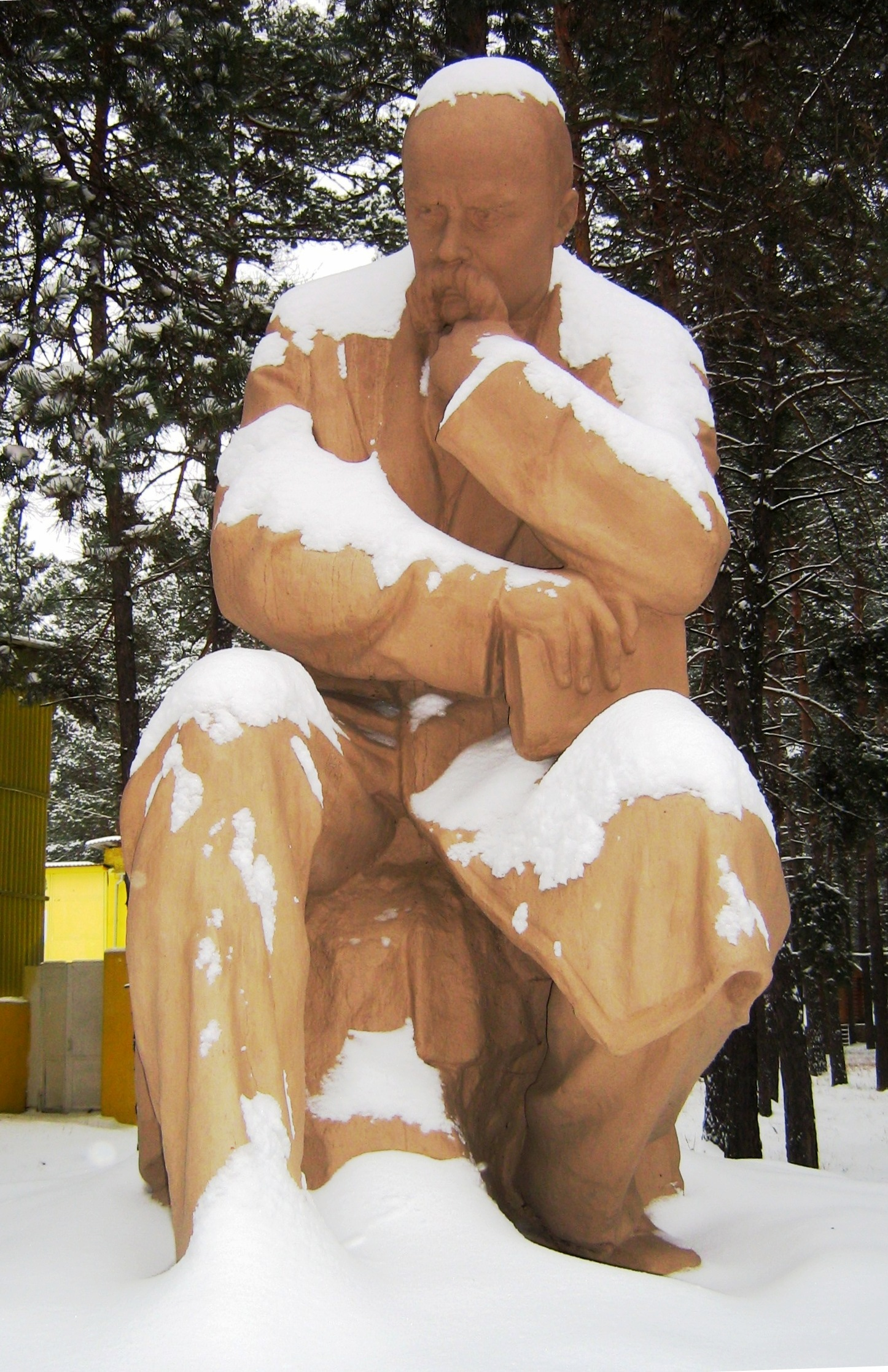
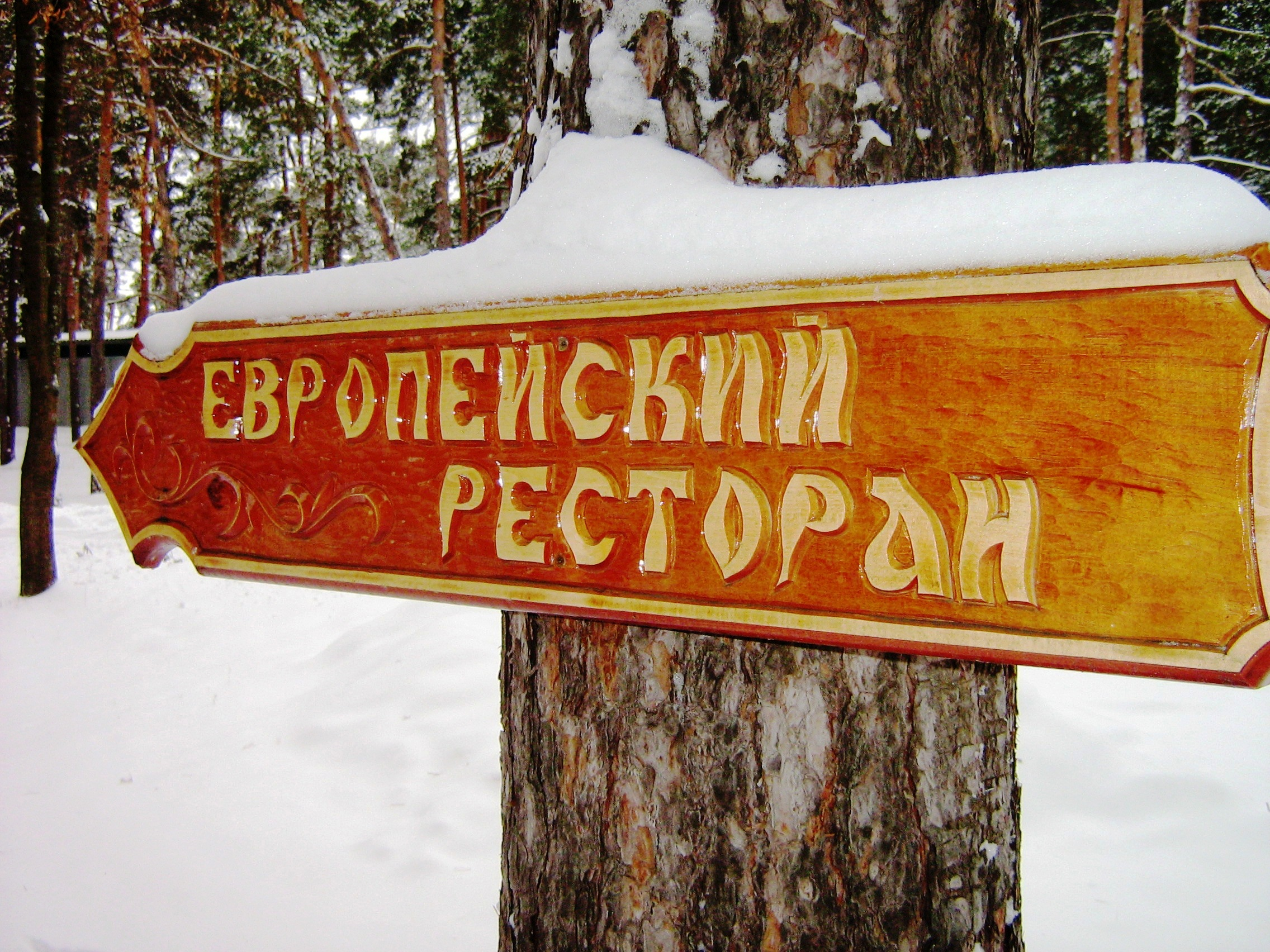